# Droga N1c (Belgia)
Droga krajowa nr 1c (niderl. Gewestweg N1c) - jedna z belgijskich dróg krajowych. Stanowi krótki (600 m) łącznik pomiędzy autostradą A1 a miejscowością Rumst i drogą N1.